# Banco Santander (Portugal)
Banco Santander Totta S.A., también conocido como Banco Santander (Portugal), es la filial portuguesa del Banco Santander. Fue fundado en 1988, en el 2000, el entonces Banco Totta fue adquirido por el Banco Santander, y luego cambió su nombre a Banco Santander Totta. En 2004, el banco absorbió a la empresa hermana Banco Crédito Predial Português.
El Banco Santander Totta cuenta con 670 sucursales, 280 de las cuales accesibles para personas con movilidad reducidas. Asimismo, cuenta con 1.898 cajeros instalados, pudiendo ser utilizados tanto por clientes como por no clientes.

## Historia
En diciembre de 2015, el Banco Santander Totta adquiere el Banco Internacional de Funchal por 150 millones de euros.
En junio de 2017, el Banco Santander compra el Banco Popular Español por el precio simbólico de 1 euro. La filial del Banco Popular en Portugal se integrará dentro del Banco Santander Totta. Con la adquisición de Banco Popular, el Banco Santander Totta se convirtió en el mayor banco privado del país tanto por activos como por créditos en la actividad doméstica. Ese mismo año Banco Santander Totta fue reconocido como el Mejor Banco en Portugal por Euromoney y Global Finance y Banco del Año por The Banker.
En 2018, Banco Santander Totta pasó a llamarse Banco Santander (Portugal), en el marco de la estrategia de renovación de la marca del Grupo Santander.
Actualmente es el banco privado más grande de Portugal con más de 5.895 empleados, 4.7 millones de clientes y una cuota de mercado del 15,5% en créditos y del 13,2% en depósitos. En el año 2017 obtuvo un beneficio neto de 440 millones de euros.